# 松田るか
松田 るか（まつだ るか、 1995年10月30日 - ）は、日本の女優。沖縄県出身。2025年3月末までGrickに所属していた。

## 来歴
小学5年生の時に地元・沖縄でスカウトされ、2006年から2007年に琉球放送で放送された視聴者参加型アイドル育成番組『沖縄んアイドル〜うちなー最大のスカウトミッション〜』の第1期オーディションでエイベックス賞を受賞。
沖縄でバラエティ番組やCMに出演し、ローカルタレントとして約7年間にわたり活動する。
高校時代には琉球朝日放送のバラエティ番組『デコテレ』で現役女子高生としてMCを務めて話題を呼ぶ。芸能活動を始めた当初は乗り気ではなく高校卒業後は沖縄県内の大学への進学を考えていたが、『デコテレ』プロデューサーに東京行きを勧められ、東京の大学への進学を勧められたのを「東京で仕事をした方がいい」の意と勘違いして、「5年、23歳までに芽が出なければ辞める」との決意で故郷沖縄を離れて上京する。
2014年の上京と同時に芸能プロダクションのGrickに所属して、演技経験は無いものの、「ゼロからのスタート」として沖縄で経験してきたタレントとしてではなく女優として活動を開始する。オーディションに落ち続ける日々の中で、2015年8月に『週刊プレイボーイ』でグラビアデビューしたことが転機となり、2016年4月には人気女優・モデルの登竜門とされる『めざましテレビ』（フジテレビ）のイマドキガールに起用される。

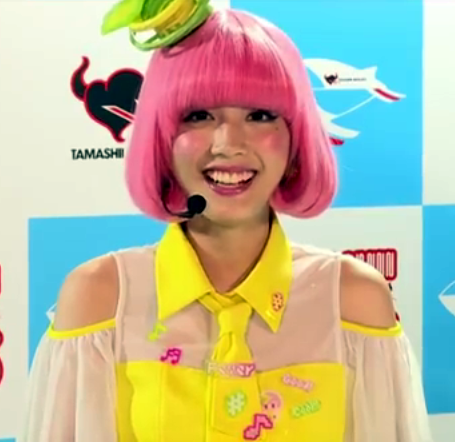
2016年10月28日、「魂ネイション2016」にて『仮面ライダーエグゼイド』のポッピーピポパポとして登壇

さらに2016年10月2日から特撮テレビドラマ『仮面ライダーエグゼイド』にヒロインの仮野明日那 / ポッピーピポパポ役でレギュラー出演し、2017年4月9日放送の第26話からポッピーピポパポは仮面ライダーポッピーに変身。テレビシリーズでヒロインのライダー変身は『仮面ライダーキバ』（2008年 - 2009年）に登場した仮面ライダーイクサ以来で史上2人目となり、これまでにも女性の仮面ライダーは複数人いたものの、自分専用の変身アイテムを使うヒロインの仮面ライダーはテレビシリーズ史上初として話題を呼ぶ。
人気漫画を実写ドラマ化した2018年1月期の『賭ケグルイ』では生徒会役員の皇伊月役を熱演して再現度が高いなどと話題を呼び、2019年4月期の続編『賭ケグルイ season2』にも出演する。
2018年10月には琉球朝日放送製作の連続ショートドラマ『Re:island（リ:アイランド）』に主演する。
2019年公開の映画および同年放送のテレビドラマ『BACK STREET GIRLS -ゴクドルズ-』にて劇中アイドルグループ「ゴクドルズ」メンバー"マリ"役を演じてアクションシーンなど新境地に挑み、主題歌「恋して♡愛して♡養って♡」などを歌いCDメジャーデビューした。
同年にはさらに『映画 賭ケグルイ』『映画 としまえん』と映画3作に出演し、写真集『松田るか1st.写真集 RUKA / LUCA』を発売。7月期のNHKよるドラ『だから私は推しました』で地下アイドルグループ「サニーサイドアップ」のリーダー・原花梨役を演じる。同年度後期放送の『スカーレット』で『仮面ライダーエグゼイド』出演後の目標としていたNHK連続テレビ小説への初出演を果たし、それまでの出演作で演じた個性的なキャラクターとは異なる普通の女性・石井真奈役を好演して注目を集める。
2025年3月末をもって所属事務所Grickを退所した。

## 人物
- 身長は161cm。スリーサイズはB72cm、W55cm、H83cm[31]。
- 血液型はO型[31]。
- 趣味はアニメ鑑賞、カラオケ。幼いころより漫画やアニメが好きで、上京後に「どんな時間帯でもアニメが見られる東京に感動しました」と語り、将来の声優への挑戦にも意欲を示している[32]。
- 特技はダンス、水泳、ボルダリング[31]。
- でんぱ組.incのファンである[33]。
- ラーメン好きで、ラーメン二郎に週1回通う「ジロリアン」。『仮面ライダーエグゼイド』撮影時にハマリ、「関東圏のラーメン二郎制覇」を目標に掲げる。「48時間でチャラにできればOK」をルールに食べた後はジムで運動し「『ラーメン二郎』に行くために運動しているようなところもある」と語る[30][32][34]。
- 名前の「るか」は『新約聖書』の「ルカによる福音書」「使徒行伝」を書いたとされる使徒ルカに由来する[35][24]。

## 出演

### 映画
- 内村さまぁ〜ず THE MOVIE エンジェル（2015年9月11日） - 瑞穂 役
- ガールズ・ステップ（2015年9月12日） - クラスメイト 役
- 仮面ライダーシリーズ（東映） - 仮野明日那 / ポッピーピポパポ 役
  - 仮面ライダー平成ジェネレーションズ Dr.パックマン対エグゼイド&ゴーストwithレジェンドライダー（2016年12月10日）
  - 仮面ライダー×スーパー戦隊 超スーパーヒーロー大戦（2017年3月25日）
  - 劇場版 仮面ライダーエグゼイド トゥルー・エンディング（2017年8月5日） - 仮野明日那 / ポッピーピポパポ / 仮面ライダーポッピー 役
  - 仮面ライダー平成ジェネレーションズ FINAL ビルド&エグゼイドwithレジェンドライダー（2017年12月9日）
- 億男（2018年10月19日） - 麻衣 役
- BACK STREET GIRLS -ゴクドルズ-（2019年2月8日） - 立花マリ 役
- 映画 賭ケグルイ（2019年5月3日） - 皇伊月 役
  - 映画 賭ケグルイ 絶体絶命ロシアンルーレット（2021年6月1日）
- 映画 としまえん（2019年5月10日） - 佐藤亜美 役
- #平成最後映画「決まった?」（2019年）
- オムニバス映画『夏の夜空と秋の夕日と冬の朝と春の風』～エピソード2「時々もみじ色」～（2019年10月25日） - 橋本美咲 役[36]
- その瞬間、僕は泣きたくなった-CINEMA FIGHTERS project-「魔女に焦がれて」（2019年11月8日） - 早川沙耶 役
- 新卒ポモドーロ（2020年2月21日） - 白水由梨 役[37]
- あしやのきゅうしょく（2022年2月4日 関西先行公開・3月4日 全国公開） - 主演・野々村菜々 役[38][39]
- なんくるないさぁ 劇場版 ～生きてるかぎり死なないさぁ～（2021年1月30日沖縄先行公開・2022年9月9日全国公開） - ますみ 役[40]
- レディ加賀 （2024年2月9日）- 石崎あゆみ 役[41][42]
- かなさんどー（2025年2月21日） - 主演・赤嶺美花 役[43][44]
- STEP OUT にーにーのニライカナイ（2025年3月14日）[45]

### テレビ

#### ドラマ（テレビ）
- オキナワノコワイハナシ 2011年夏 第3話「ヘーガサー」（2011年8月17日、琉球放送）[注 2]
- JKは雪女（2015年9月28日 - 10月19日、毎日放送） - 黒田芳佳 役
- 初恋芸人（2016年3月1日 - 4月19日 、NHK BSプレミアム） - 山下真紀 役
- 警視庁・捜査一課長 season1 第1話（2016年4月14日、テレビ朝日）
- 仮面ライダーエグゼイド（2016年10月2日 - 2017年8月27日、テレビ朝日） - 仮野明日那 / ポッピーピポパポ / 仮面ライダーポッピー 役
- 賭ケグルイ（2018年1月15日 - 3月19日、毎日放送） - 皇伊月 役[46]
  - 賭ケグルイ season2（2019年4月1日 - 4月29日）
- 星屑リベンジャーズ（2018年7月31日 - 9月25日、名古屋テレビ[注 3]） - 森真奈美 役
- Re:island（2018年10月5日 - 12月21日、琉球朝日放送） - 主演・夏海 役[21]
- おかしな刑事 スペシャル（2019年1月13日、テレビ朝日） - 神山深雪 役
- BACK STREET GIRLS -ゴクドルズ-（2019年2月18日 - 3月25日、毎日放送） - 立花マリ 役
- 特捜9 season2 第4話（2019年5月1日、テレビ朝日） - 古閑真由子 役
- びしょ濡れ探偵 水野羽衣 第2話（2019年7月10日、テレビ東京） - 杉浦美香子 役
- だから私は推しました（2019年7月27日 - 9月14日、NHK総合） - 原花梨 役
- 連続テレビ小説
  - スカーレット 第114話 - 最終話（2020年2月15日 - 3月28日、NHK総合） - 石井真奈 役[26]
  - ちむどんどん 第12話 - 第27話（2022年4月26日 - 5月17日、NHK総合） - 東江里美 役[47]
- 女子グルメバーガー部 第5話・第8話・最終話（2020年8月8日・29日・9月26日、テレビ東京） - 大谷玲奈 役（第5話・第8話の主演）
- 妖怪シェアハウス 第3話（2020年8月15日、テレビ朝日） - 島田藍 役
- 科捜研の女 season20 第4話（2020年11月12日、テレビ朝日） - 藤木蕾 役
- 流行感冒（2021年3月27日、NHK BS4K） - きみ 役[48]
- 甘美王～麗しのエンジェル・キッス～（2022年3月5日、テレビ愛知・テレビ東京） - 寿堂文香 役[49]
- 連続ドラマW フェンス（2023年3月19日 - 4月16日、WOWOW） - 山城実結 役[50]
- おいハンサム!!2 第7話（2024年5月18日、東海テレビ・フジテレビ） - 鼻パックしたい女 役[51]
- イップス 第10話（2024年6月14日、フジテレビ） - 木原茜 役[52]
- 大河ドラマ 光る君へ 第29回 - 第39回（2024年7月28日 - 10月13日、NHK） - 源幾子 役（藤原伊周の妻、源重光の娘）[53]
- 日本一の最低男 ※私の家族はニセモノだった 第3話（2025年1月23日、フジテレビ） - 丹野菜摘 役[54]

#### アニメ
- はいたい七葉 第1期（2012年10月6日 - 12月29日、琉球朝日放送） - 喜屋武七緒 役
- 電波教師（2015年4月4日 - 9月26日、日本テレビ） - ミドリ、コスプレの娘たち、メイド、第3班リーダー 役ほか

#### その他（テレビ）
- 沖縄んアイドル〜うちなー最大のスカウトミッション〜（2006年 - 2007年、琉球放送） - 第1期オーディション[注 4]
- デコテレ（2012年 - 2013年、琉球朝日放送） - MC[9]
  - 学生応援バラエティ デコテレSP（2023年3月25日）[55]
- 一夜づけ（2015年、テレビ東京） - 三期生
- めざましプレゼント（2015年4月 - 2016年8月、フジテレビ） - MC（関東ローカルコーナー）
- めざましテレビ「イマドキ」（2016年4月 - 2017年3月、フジテレビ） - イマドキガール
- リーガダイジェスト!（2017年8月21日 - 2018年5月21日、WOWOW） - 2017-18リーガール
- 東京暇人（2018年4月21日 - 2020年3月、日本テレビ） - MC

### 配信

#### ドラマ（配信）
- 仮面ライダーシリーズ
  - 仮面ライダーエグゼイド ［裏技］ ヴァーチャルオペレーションズ（2016年10月2日 - 11月6日、YouTube） - ポッピーピポパポ 役
  - 仮面ライダー情報番組 ポッピーピポパポの部屋（2016年10月2日 - 12月25日、YouTube・東映特撮ファンクラブ） - ポッピーピポパポ 役[56]
  - 仮面ライダーブレイブ ～Surviveせよ!復活のビーストライダー・スクワッド～（2017年2月19日、東映特撮ファンクラブ） - 仮野明日那 役
  - 仮面戦隊ゴライダー（2017年3月25日 - 4月8日、auビデオパス） - 仮野明日那 / ポッピーピポパポ 役
  - 仮面ライダージャンヌ&仮面ライダーアギレラ withガールズリミックス（2022年8月7日 - 9月11日、東映特撮ファンクラブ） - ポッピーピポパポ 役[57]
- 星屑リベンジャーズ（2018年7月23日 - 9月24日、AbemaTV[注 3]） - 森真奈美 役
- ヒトコワ（2018年7月27日、ひかりTV・dTV） - 市井美和 役
- フォローされたら終わり（2019年10月27日 - 12月15日、AbemaTV） - 一ノ瀬純子 役

#### 映画（配信）
- ナックルガール（2023年11月2日、Amazon Prime Video） - 半田夏菜子 役 [58]

#### その他（配信）
- リーガダイジェストNEXT（2017年8月 - 2018年5月、WOWOW動画）[59]

### オリジナルビデオ
- 仮面ライダーシリーズ
  - てれびくん超バトルDVD 仮面ライダーゴースト 一休入魂!めざめよ!オレのとんち力!!（2015年12月26日） - 笹原カツミ 役
  - 仮面ライダーエグゼイド ［裏技］ 仮面ライダースナイプ エピソードZERO（2017年） - 仮野明日那 / ポッピーピポパポ 役
  - 仮面ライダーエグゼイド ［裏技］ 仮面ライダーゲンム（2017年4月15日[注 5]） - 仮野明日那 / ポッピーピポパポ 役
  - てれびくん超バトルDVD 仮面ライダーエグゼイド ［裏技］ 仮面ライダーレーザー（2017年） - 仮野明日那 / ポッピーピポパポ 役
  - 仮面ライダーエグゼイド トリロジー アナザー・エンディング
    - 仮面ライダーブレイブ&仮面ライダースナイプ（2018年3月28日） - 仮野明日那 役
    - 仮面ライダーパラドクスwith仮面ライダーポッピー（2018年4月11日） - 主演・仮野明日那 / ポッピーピポパポ / 仮面ライダーポッピー 役（※甲斐翔真とW主演）
    - 仮面ライダーゲンムVS仮面ライダーレーザー（2018年4月25日） - 仮野明日那 役

### 舞台
- 劇団enji 第28回公演「ぼくの好きな先生」（2016年4月1日 - 10日）
- 劇団カムカムミニキーナ vol.67「偽顔虫47」〜名探偵浅草小五郎と演劇探偵団〜（2018年12月15日 - 29日）
- タクフェス第8弾『くちづけ』（2020年10月16日 - 11月29日）- 国村はるか 役
- 劇団時間制作プロデュース公演 第二弾 舞台「ヒミズ」（2021年9月18日 - 26日、Mixalive TOKYO「Theater Mixa」） - 茶沢景子 役[60]
- 演劇集団Z-Lion 第12回公演「テーマ 我が家の家族」（2022年5月18日 - 22日） - 主演・桑野優花 役[61][62]
- ミュージカル「MEAN GIRLS」（2023年1月30日 - 2月12日、東京：東京建物 Brillia HALL / 2月17日 - 19日、福岡：キャナルシティ劇場 / 2月23日 - 27日、大阪：森ノ宮ピロティホール）カレン・ スミス役
- ブロードウェイミュージカル『ハネムーン・イン・ベガス』（2024年4月9日 - 29日、東京建物 Brillia HALL / 5月6日 - 19日、SkyシアターMBS） - ベッツィ・ノーラン 役[63][64]
- W3 ワンダースリー（2025年6月7日 - 29日、THEATER MILANO-Za / 7月4日 - 6日、兵庫県立芸術文化センター 阪急中ホール） - ボッコ 役[65][66]

### イベント
- #クラシコ祭（2017年12月23日、東京・ニコファーレ） - MC[67]

### CM・広告
- ブルーシール「アイスでキュン篇」（2011年）
- 豊崎ライフスタイルセンターTOMITON（2011年）
- ローソン沖縄 数量限定弁当「デコベン」（2012年）
- ソニー「PlayStation VR」（2017年）
- 集英社「秋マン!!2017」（2017年）
- 日本トランスオーシャン航空（2018年 - ）
- カネボウ化粧品 コフレドール「表Rouge 裏Rouge」（2019年）
- ビズリーチ「HRMOS 採用編」（2019年[68]、2022年[69]）
- au沖縄セルラー「auでんき」（2020年8月15日 - ）[70][71]
- ブイキューブ「テレキューブ」（2021年12月 - ）[72][73][74]
- ブランクリニック「そんなあなたに」（2022年8月17日 - ）[75][76]
- ゼリア新薬工業 ヘパリーゼW（2022年11月16日 - ）[77]
- ライフネット生命「必要十分篇」（2023年12月 - ）[78]

### ミュージック・ビデオ
- ヤングスキニー「君じゃなくても別によかったのかもしれない」（2023年）[79]

### ゲーム
- BFBチャンピオンズ2.0（2017年12月15日、iOS・Android） - 本人 役[80]
- 仮面ライダーバトル ガンバライジング（2017年5月25日、アーケード） - 仮面ライダーポッピー 役
- エターナルダンジョン（2018年5月24日、Android） - ドロシー 役[81]
- ワンダーグラビティ ～ピノと重力使い～（2019年4月1日、iOS・Android） - アポロ 役
- Memories of Link（2019年5月24日、iOS・Android） - クロエ 役[82]
- 仮面ライダーバトル ガンバレジェンズ（2023年、アーケード） - 仮面ライダーポッピー 役

### アプリ
- KADOKAWA「週刊ジョージア『妄想カノジョ』」（2015年5月11日）

### 玩具
- 仮面ライダーエグゼイド DXドレミファビートガシャット ポッピーピポパポver.（2017年3月22日） - ポッピーピポパポ 役
- 仮面ライダーエグゼイド DXときめきクライシスガシャット（2017年5月13日） - ポッピーピポパポ 役
- 仮面ライダーエグゼイド DXゲームスコープ（2017年6月14日） - 仮野明日那 役
- DX仮面ライダーエグゼイド メモリアルフィニッシュガシャットセットII（2018年3月） - ポッピーピポパポ 役
- 仮面ライダーアウトサイダーズ DXときめきブライダルガシャット&プロトマイティアクションXガシャットノワール（2025年3月） - ポッピーピポパポ 役

## 作品

### 写真集
- 松田るか1st.写真集 RUKA / LUCA（2019年4月27日、KADOKAWA、撮影：矢西誠二）ISBN 978-4-04-000651-2[24]

## ディスコグラフィ

### 歌手参加楽曲
| 発売日       | 商品名                                                                          | 歌       | 楽曲           | 備考 |
| ------------ | ------------------------------------------------------------------------------- | -------- | -------------- | --- |
| 2018年月11日 | 仮面ライダーエグゼイド トリロジー アナザー・エンディング コンプリートBOX 特典CD | 松田るか | 「Real Heart」 | オリジナルビデオ『仮面ライダーエグゼイド トリロジー アナザー・エンディング 仮面ライダーパラドクスwith仮面ライダーポッピー』エンディングテーマ |

### キャラクターソング
| 発売日        | 商品名                                                          | 歌                           | 楽曲                                                                                 | 備考                                                             |
| ------------- | --------------------------------------------------------------- | ---------------------------- | ------------------------------------------------------------------------------------ | ---------------------------------------------------------------- |
| 2017年8月16日 | 仮面ライダーエグゼイド TV主題歌&挿入歌 ベストソングコレクション | ポッピーピポパポ（松田るか） | 「PEOPLE GAME」 「ピンプルペル」                                                     | テレビドラマ『仮面ライダーエグゼイド』挿入歌                     |
| 2019年2月13日 | IDOL Kills                                                      | ゴクドルズ                   | 「恋して♡愛して♡養って♡」                                                            | テレビドラマ『BACK STREET GIRLS -ゴクドルズ-』オープニングテーマ |
| 2019年2月13日 | IDOL Kills                                                      | ゴクドルズ                   | 「恋のサカズキ」 「あたたかいその指」 「夢のシマへ」 「怒ってんの？」 「ありがとう」 | 映画『BACK STREET GIRLS -ゴクドルズ-』挿入歌                     |
| 2019年2月13日 | IDOL Kills                                                      | ゴクドルズ                   | 「ヴィーナス」                                                                       | 映画『BACK STREET GIRLS -ゴクドルズ-』エンディングテーマ         |
| 2019年2月13日 | IDOL Kills                                                      | ゴクドルズ                   | 「Why」 「妄想レッツGO!」 「酒と泪と男が女」 「Verbena」                             | テレビドラマ『BACK STREET GIRLS -ゴクドルズ-』エンディングテーマ |
| 2019年2月13日 | IDOL Kills                                                      | ゴクドルズ                   | 「ゴクドルミュージック」                                                             | テレビドラマ『BACK STREET GIRLS -ゴクドルズ-』関連曲             |